# Большие купальщицы (картина Сезанна)
«Большие купальщицы» (фр. Les Grandes Baigneuses, англ. The Bathers) — картина Поля Сезанна, впервые выставленная в 1906 году. Является крупнейшей в серии «Купальщиц» художника, что отражено в её названии. Прочие работы серии хранятся в Нью-Йоркском музее современного искусства, Лондонской национальной галерее, Фонде Барнса в Филадельфии и Чикагском институте искусств. Картина считается шедевром модернизма и одной из лучших работ Сезанна.
С каждой новой версией «Купальщиц» Сезанн всё больше отодвигался от традиционной живописи, намеренно усложняя картины для восприятия, дабы избежать мимолётных тенденций в изобразительном искусстве и подготовить почву будущим поколениям художников для создания картин вневременной ценности. Картина, изображающая абстрактных обнажённых женщин, отличается напряжённостью и плотной симметричной компоновкой, встраивающей фигуры в треугольную структуру из окружающих деревьев и реки. Использование техники, обычно применяемой для создания пейзажей и натюрмортов, вызывает реминисценции работ Тициана и Питера Пауля Рубенса. Картину также часто сравнивают с другой известной работой того времени — «Авиньонскими девицами» Пикассо.
Сезанн работал над картиной в течение семи лет, и на момент его смерти в 1906 году она оставалась незавершённой. Картина была приобретена в 1937 году за 110 000 долларов США на средства целевого фонда художественного музея Филадельфии его основным благотворителем Джозефом Уайденером у американского коллекционера Лео Штайна. Приобретение картины, в целом одобренное общественностью, тем не менее было подвергнуто критике в газете «The Philadelphia Record», обратившей внимание, что 10 % жителей Филадельфии не имеют даже ванн, и что средства можно было потратить более разумным образом. Хотя художественные таланты Сезанна всегда подвергались нападкам критиков, один из них заметил, что «в своих неуклюжих купальщицах Сезанн воплотил верх беззаботного летнего блаженства». Картина была представлена в телевизионном сериале BBC Two «100 великих картин».